# Oleksandr Pjeljeschenko
Oleksandr Jurijowytsch Pjeljeschenko (ukrainisch Олександр Юрійович Пєлєшенко; * 7. Januar 1994 in Stanyzja Luhanska; † 5. Mai 2024) war ein ukrainischer Gewichtheber.

## Karriere
Er war 2011 Jugend-Vize-Europameister. Bei den Junioren-Europameisterschaften 2012 gewann er Bronze im Reißen, hatte jedoch im Stoßen keinen gültigen Versuch. 2013 wurde er bei den Junioren-Europameisterschaften bei der Dopingkontrolle positiv auf Stanozolol getestet und vom Weltverband IWF für zwei Jahre gesperrt. Nach seiner Sperre nahm er 2015 an den Weltmeisterschaften der Aktiven teil. In Houston erreichte er in der Klasse bis 85 kg den vierten Platz.
Bei seiner Teilnahme an den Olympischen Sommerspielen 2016 erreichte er in der Klasse bis 85 kg (Halbschwergewicht) den vierten Platz.
Bei den Europameisterschaften 2016 in Førde, Norwegen, wurde er Europameister im olympischen Zweikampf; er belegte Platz zwei im Reißen und gewann das Stoßen. Diesen Erfolg konnte er bei den Europameisterschaften 2017 in Split, Kroatien, wiederholen; diesmal gewann er das Reißen und wurde im Stoßen Zweiter.
Im Jahr darauf wurde er wieder des Dopings überführt.
Am 24. Februar 2022 begannen russische Streitkräfte auf Befehl des russischen Präsidenten Putin einen völkerrechtswidrigen Angriffskrieg auf die Ukraine.
Kurz danach meldete Pjeljeschenko sich freiwillig zur Verteidigung seiner Heimat.
Er starb am 5. Mai 2024 bei einem Kampfeinsatz. Vermutlich fuhr ein Fahrzeug, in dem er sich befand, auf eine russische Mine. Er hinterlässt unter anderem seine hochschwangere Partnerin.
Während des russischen Überfalls auf die Ukraine fielen vor Pjeljeschenko bereits über 400 Athleten. Er ist der erste gefallene ukrainische Olympiateilnehmer.